# Gudja United Football Club
El Gudja United FC es un equipo de fútbol de Malta que milita en la Premier League de Malta, la liga de fútbol más importante del país.

## Historia
Fue fundado en el año 1945 en la ciudad de Gudja y nunca habían jugado en la Premier League de Malta, la máxima categoría de fútbol en el país hasta que en la temporada 2018/19 terminan en segundo lugar de la Primera División de Malta, con lo que jugarán en la Premier League de Malta en la temporada 2019/20 por primera vez en su historia.

## Rivalidades
La principal rivalidad del club es con sus vecinos de Ghaxaq FC, con quienes luchan para ver quien es el más fuerte de la región.

## Palmarés
- Segunda División de Malta: 1

2017/18